# Лянторське міське поселення
Лянто́рське міське поселення (рос. Лянторское городское поселение) — міське поселення у складі Сургутського району Ханти-Мансійського автономного округу Тюменської області Росії.
Адміністративний центр та єдиний населений пункт — місто Лянтор.
Населення міського поселення становить 39841 особа (2017; 38992 у 2010, 33011 у 2002).